# Fiat 5
Fiat 5 – samochód osobowy produkowany przez FIAT-a w latach 1910–1916.
Był to samochód wyższej klasy, wyposażony w silnik dolnozaworowy o pojemności 9017 cm³ i mocy 60 KM (przy prędkości obrotowej 1500 rpm) umieszczony z przodu. Napęd na koła tylnej osi, poprzez czterobiegową skrzynkę biegów (plus bieg wsteczny), przekazywany był za pomocą wału napędowego. Prędkość maksymalna dochodziła do 110 km/h (zależnie od typu nadwozia), a zużycie paliwa sięgało 38 l/100km. Od 1915 roku samochód wyposażony był w instalację elektryczną o napięciu 12 V.
Wyprodukowano 457 egzemplarzy w różnych zabudowach nadwozia.